# Anderlues
Anderlues (valonă Anderluwe) este o comună francofonă din regiunea Valonia din Belgia. Suprafața sa totală este de 17,02 km². La 1 ianuarie 2008 avea o populație totală de 11.613 locuitori. 
Comuna Anderlues se învecinează cu comunele Binche, Chapelle-lez-Herlaimont, Fontaine-l'Evêque, Lobbes și Morlanwelz.

## Localități înfrățite
- Franța: Gigondas.